# Синтани, Мидори
Мидори Синтани (яп. 薪谷 翠; 15 августа 1980, Кинокава) — японская дзюдоистка тяжёлой весовой категории, выступала за сборную Японии в конце 1990-х и на всём протяжении 2000-х годов. Чемпионка мира, чемпионка летних Азиатских игр в Дохе, трёхкратная чемпионка Азии, бронзовая призёрша Восточноазиатских игр, чемпионка летней Универсиады в Пекине, победительница многих турниров национального и международного значения. Также известна как тренер по дзюдо.

## Биография
Мидори Синтани родилась 15 августа 1980 года в городе Кинокава префектуры Вакаяма. Впервые заявила о себе в сезоне 1997 года, выиграв бронзовую медаль на юниорском международном турнире в Берлине. Два года спустя дебютировала в зачёте Кубка мира, на этапе в Мюнхене расположилась в итоговом протоколе на седьмой строке. Кроме того, будучи студенткой, отправилась представлять страну на летней Универсиаде в Пальма-де-Мальорке, где стала серебряной призёршей турнира тяжеловесов — единственное поражение потерпела в финале от китаянки Юань Хуа.
Первого серьёзного успеха на взрослом международном уровне добилась в 2000 году, когда попала в основной состав японской национальной сборной и побывала на домашнем чемпионате Азии в Осаке, откуда привезла награду бронзового достоинства, выигранную в абсолютной весовой категории. Год спустя на аналогичных соревнованиях в Улан-Баторе одержала победу сразу в двух весовых категориях, тяжёлой и абсолютной. Также в тяжёлом весе получила бронзу на домашних Восточноазиатских играх в Осаке и серебро на чемпионате мира в Мюнхене, где в решающем поединке была побеждена давней соперницей, китаянкой Юань Хуа. Благодаря череде удачных выступлений удостоилась права защищать честь страны на летних Азиатских играх в Пусане, однако попасть здесь в число призёров не смогла, в полуфинале проиграла другой представительнице КНР олимпийской чемпионке Сунь Фумин.
В 2005 году в абсолютной весовой категории Синтани выиграла чемпионат мира в Каире, в частности, в финальном поединке одолела британку Карину Брайант. Находясь в числе лидеров дзюдоистской команды Японии, благополучно прошла отбор на Азиатские игры в Дохе, где на этот раз завоевала бронзовую медаль, в четвертьфинале потерпела поражение от кореянки Ким На Ён. В следующем сезоне добавила в послужной список золотую медаль, полученную на чемпионате Азии в Эль-Кувейте, в финале тяжёлого веса сошлась с представительницей Монголии Доржготовын Цэрэнханд и была в этом противостоянии лучшей. Последний раз показала сколько-нибудь значимый результат на международной арене в сезоне 2007 года, когда в тяжёлой весовой категории выиграла Суперкубок мира в Гамбурге. Вскоре по окончании этих соревнований приняла решение завершить карьеру профессиональной спортсменки и перешла на тренерскую работу.